# Metallo Italia
Metallo Italia è una compilation di gruppi italiani heavy metal, uscita nel 1985 per la Reflex Records-CGD.
La copertina recitava The First Compilation of Italian Hard-Rock (La prima compilation di hard-rock italiano), ma in realtà era stata preceduta da almeno altre due compilation ufficiali di heavy-metal italiano, ovvero Heavy Metal Eruption (Metal Eye Records, 1983) e Italian Metal vol.1 (Flying Records, 1985). Fu tuttavia la prima a godere di un battage pubblicitario di un certo livello, cosa che la impose all'attenzione del pubblico. 
Sebbene i gruppi scelti ben rappresentassero la scena italiana dell'epoca, il disco non ebbe un destino felice, soprattutto a causa di una copertina assai controversa, che sin dall'inizio lo rese inviso a molti metallari (vi si vedeva la testa di Eddie the Head mozzata di fresco dal personaggio in copertina chiamato "Marius The Monster", nelle intenzioni del produttore una sorta di campione del metal italiano).
Il disco fu accompagnato da un omonimo video, diretto da Ferruccio Castronuovo che ricevette una certa esposizione grazie a una serie di passaggi Rai. Nel video è presente anche un intro che recita: «E il Cavaliere Nero gettò indietro il suo cappuccio, e meraviglia, apparve una corona regale sulla bionda chioma, ma non vi era alcuna testa visibile su cui poggiasse. Le fiamme del fuoco brillavano fra di essa e le spalle larghe e scure coperte dal mantello...e i signori delle tenebre si scontrarono nella notte, illuminati dalla pallida luce lunare...e solo uno ne uscì vincitore». Si tratta di una semi-citazione da Il Signore degli Anelli, in cui si legge: «Il Cavaliere Nero fece scivolare il cappuccio e, meraviglia! portava una corona regale; eppure sotto di essa vi era una testa invisibile, poiché fra la corona e le grandi e scure spalle ammantate brillavano rossi i fuochi».
Il video ha goduto di una certa notorietà grazie alla canzone Italian Steel, registrata dal gruppo speed metal italiano Baphomet's Blood nel 2009, in cui è presente l'intro della compilation.

## Tracce
Lato A:
1. Prelude
2. Raff – I Trust
3. Shout – Break It Up
4. T.I.R. – Amsterdam
5. Vanexa – It's Over

Lato B:
1. Crossbones – I'm Tired
2. Synthesis – The Light
3. Steel Crown – Riot Into The Fire
4. Elektradrive – Winner
5. Finale